# إيرون بلاك
إيرون بلاك هو شخصية خيالية ظهر في سلسلة ألعاب مورتال كومبات ظهر إيرون بلاك في مورتال كومبات إكس ومورتال كومبات 11، هو قاتل مأجور وحامل سلاح ينتمي لقبيلة التنين الأسود حتى خيانة كانو، قام تروي بيكر بأداء صوت الشخصية .